# Distrito Sur (Rosario)
El distrito Sur es una de las 6 divisiones administrativas que tiene la ciudad de Rosario.

## Historia
Al igual que el resto de los distritos de la ciudad, el distrito sur surge ante la necesidad de descentralizar la administración de la municipalidad rosarina, a pesar de que justamente, no era este distrito el más afectado por la centralización.
Es en el año 1995 en que la gestión socialista de la ciudad establece la dicha división administrativa.
A partir de ese año, se proyectan los lugares físicos donde se llevará a cabo la administración del distrito, estos lugares se conocerán como Centros Municipales de Distrito o CMD.
El CMD Sur, se inaugura en un edificio construido especialmente, ubicado en Av. José Evaristo Uriburu 637.
Lleva el nombre de la docente, escritora, gremialista y funcionaria pública Rosa Ziperovich.

## Centro Municipal de Distrito Sur "Rosa Ziperovich"
El Centro Municipal de Distrito Sur "Rosa Ziperovich" se ubica en un edificio construido especialmente, diseñado por el arquitecto portugués Álvaro Siza Vieyra.

## Características urbanas
El distrito limita:
- Al norte: con calle Amenábar, Av. San Martín y Bv. 27 de Febrero.
- Al este: con el Río Paraná.
- Al sur: con el Arroyo Saladillo.
- Al oeste: con la Av. San Martín, las vías del F.C. Mitre y el Bv. Oroño.